# Phyllonorycter christenseni
Phyllonorycter christenseni là một loài bướm đêm thuộc họ Gracillariidae. Nó được tìm thấy ở Hy Lạp.